# Peloponnesos (periferie)

Peloponnesos met zijn gemeenten. De roze gemeenten behoren tot Korinthe, de blauwe tot Argolis, de gele tot Arcadië, de bruine tot Laconië en de groene tot Messenië.

Peloponnesos (Grieks: Πελοπόννησος, Peloponnisos, soms ook Peloponnesus genoemd) is een van de dertien periferieën (regio's) van Griekenland. Het is gelegen in het zuiden van het Griekse vasteland, op het schiereiland Peloponnesos, dat het echter niet geheel beslaat. Het noordwesten behoort tot de periferie West-Griekenland, waaronder ook de belangrijke havenstad Patras, en een klein gedeelte in het oosten valt onder Attica.

## Bestuurlijke indeling
Peloponnesos bestaat uit vijf regionale eenheden (periferiaki enotita):
- Argolis (Αργολίδα) met de hoofdstad Nauplion
- Arcadië (Αρκαδία) met de hoofdstad Tripolis
- Korinthe (Κορινθία) met de hoofdstad Korinthe
- Laconië (Λακωνία) met de hoofdstad Sparta
- Messenië (Μεσσηνία) met de hoofdstad Kalamáta

Deze eenheden hadden voor 2011 de status van departementen (nomi), maar hebben sindsdien geen eigen bestuur meer.
In Peloponnesos liggen 26 van de 325 Griekse gemeenten.

### Gemeenten
Gemeenten in 2011 in de Peloponnesos zijn:
- Anatoliki Mani
- Argos-Mykines
- Dytiki Mani
- Elafonisos
- Epidavros
- Ermionida
- Evrotas
- Gortynia
- Kalamáta
- Korinthe
- Loutraki-Agioi Theodoroi
- Megalopolis
- Messene
- Monemvasia
- Nauplion
- Nemea
- Notia Kynouria
- Oichalia
- Pylos-Nestoras
- Sparta
- Sikyona
- Trifylia
- Tripolis
- Velo-Vocha
- Voreia Kynouria
- Xylokastro-Evrostina

Attica · Centraal-Griekenland · Centraal-Macedonië · Epirus · Ionische Eilanden · Kreta · Noord-Egeïsche Eilanden · Oost-Macedonië en Thracië · Peloponnesos · Thessalië · West-Griekenland · West-Macedonië · Zuid-Egeïsche Eilanden

Autonome Monastieke Staat van de Heilige Berg (Athos)

Periferie-districten · Gemeenten